# Dálnice Černo more
Dálnice Černo more (bulharsky Aвтомагистрала Черно море) je dálnice ve východním Bulharsku. Nese označení A5. Má spojovat dálnici Chemus s dálnicí Trakija z Varny do Burgasu. Z plánovaných 103 km je v provozu zhruba 10 km, vede po ní evropská silnice E87 a je součástí panevropského dopravního koridoru 8 (Drač – Tirana – Skopje – Sofie – Burgas – Varna).

## Jméno
Dálnice nese jméno podle Černé moře, v blízkosti jehož břehu má vést.

## Trasa
Celková délka dálnice je 10,7 km. Dálnice začíná v nadmořské výšce zhruba 50 m na jihozápadním konci silničního rozpletu na předmostí Asparuchova mostu ve Varně zahrnujícím křižovatku a nájezd ze státní silnice I-9. Ke svému konci ve výšce zhruba 200 m stoupá jihozápadním směrem a zde se znovu napojuje na silnici I-9, jejíž trasu zkracuje téměř na polovinu.

## Historie
19. května 1964 bylo přijato rozhodnutí o výstavbě bulharské dálniční smyčky, jejíž je součástí spolu s dálnicemi Chemus a  Trakija. Projektování dálnice bylo zahájeno v 70. letech, kdy projektový ústav Pătproekt (Пътпроект) představil trasu o délce 100 km. Toto řešení bylo podrobeno expertní analýze, ale žádné konkrétní rozhodnutí nebylo přijato. V 80. letech byl vypracován projekt spojky mezi konci dálnic Chemus a Trakija a byl předložen k projednání. Spojka měla parametry obyčejné dvouproudové silnice s návrhovou rychlostí 80 km/h, zatímco dálnice jsou navrhovány alespoň na 120 km/h. Tato trasa překonávala kanál u města Beloslav mostem podobným, jako je Asparuchův most. Čtvrti Beloslavi spojovala komunikace napojená na sjezdy, čímž se propojovaly oba břehy jezera a pominula nezbytnost stávajícího přívozu.
V roce 2001 zahájila firma Inžkonsultproekt (Инжконсултпроект) práce na novém projektu k projednání a stanovení požadavků investora. Byl vypracován projekt, jehož trasa vedla od dědiny Zvezdica ve třech variantách: východní, západní a přes Ďulinskou soutěsku (Дюлинския проход). Poslední varianta nahrazovala tunelový přechod Staré planiny prodloužením trasy s levnějšími technickými prvky a v konečném výsledku i vyššími dopravně-provozními náklady. Projekt byl dokončen v roce 2002 a na zasedání expertní komise 18. dubna 2003 byla vybrána východní varianta o délce 95 km a bylo doporučeno zpodrobnit jednotlivé úseky.
V roce 2013 byla vypracována studie proveditelnosti, která posoudila čtyři alternativy řešení: nulovou, rekonstrukci stávající silnice, dálnici a čtyřproudou komunikaci, přičemž nejvýhodnější vyšla poslední alternativa.
V únoru 2016 byl dokončen 10km úsek dálnice, který začíná u Asparuchova mostu ve Varně a končí u dědiny Priselci.

## Plán na dokončení dálnice
Očekává se, že dálnice značně odlehčí dopravní zatížení mezi černomořskými městy Obzor a Nesebar, protože vyřeší obtíže spojené s překonáním Staré planiny. Plánovaná trasa začíná na konci již postaveného úseku u dědiny Zvezdica, dopravně má nahradit stávající silnici I-9 a má procházet poblíž následujících sídel: Benkovski – Dobri Dol – Kruša – Detelina – Rudnik – Popovič – Priselci – Košarica – Tănkovo – Kableškovo – Lăka – bývalé sídlo Černo More, a končit u silničního křížení silnice I-6 a dálnice Trakija v burgaské čtvrti Vetren. Na křížení se stávajícími silnicemi je navrženo pět sjezdů: Charamijata, Staro Orjachovo, Junec, Tănkovo a Vetren.
Přesto není konečná podoba dálnice dosud (2016) stabilizována, protože náklady na dokončení se odhadují na miliardu leva a výstavba nemá přinejmenším do roku 2022 podporu evropských rozvojových fondů. Uvažuje se také, že by byla vedena jako tříproudová v upravené trase stávající silnice, a to v úseku od Slunečního pobřeží k již dostavěné části. Za prioritní je považováno propojení Burgas – Sluneční pobřeží, a tak byla v dubnu 2016 vypsána soutěž na projekt a rozšíření stávající silnice v úseku Alechoj – Pomorie.
Celá výstavba panevropského koridoru 8 propojí černomořské přístavy Varna a Burgas s jadranskými přístavy Drač a Vlorë v Albánii. V budoucnosti se předpokládá prodloužení k rumunskému přístavu Constanța.

## Inženýrská díla

### Viadukt Zvezdica
Jde o dva jednosměrné železobetonové mosty o délce 400 m, které se nacházejí na staničení km 2,511 až km 2,911. Viadukt musel projít rekonstrukcí záhy po svém zprovoznění.